# عندق فيتي
عندق فيتي (الاسم العلمي: Nemipterus vitiensis) (بالإنجليزية: Fiji threadfin bream)‏ هو نوع من الأسماك يتبع جنس العندق من فصيلة العندقات.